# Amsacta hampsoni
Amsacta hampsoni är en fjärilsart som beskrevs av Rothschild 1910. Amsacta hampsoni ingår i släktet Amsacta och familjen björnspinnare. Inga underarter finns listade i Catalogue of Life.